# Daughters of Eve
Daughters of Eve (en français : Filles d’Ève) est une organisation à but non-lucratif basée au Royaume-Uni qui travaille à protéger les filles et les femmes aux risques de mutilations génitales féminines (MGF). Elle est fondée par Leyla Hussein et Nimco Ali.

## Biographie
Daughters of Eve travaille à faire apparaître les mutilations génitales féminines comme un problème de société et une violence envers les femmes et pas seulement comme une vieille tradition.
En 2013, l'organisation lance avec succès un e-pétition pour que le sujet des MGF soit un ordre du jour du gouvernement britannique. La pétition demande au Home Office d'élaborer et de mettre en œuvre une stratégie nationale et un plan d'action visant à éliminer les mutilations sexuelles féminines dans le pays.
Les fondatrices de Daughters of Eve sont désignées comme deux des femmes les plus influentes de Grande-Bretagne par la BBC dans leur liste des 100 Women en 2014.